# Auburndale, Florida
Auburndale är en stad (city) i Polk County, i delstaten Florida, USA. Enligt United States Census Bureau har staden en folkmängd på 13 675 invånare (2011) och en landarea på 34,9 km².